# Henry Edward Armstrong
Pour les articles homonymes, voir Armstrong.
Henry Edward Armstrong (1848-1937), est un chimiste britannique.

## Biographie
Henry Armstrong est né et vit toute sa vie à Lewisham, une banlieue de Londres. À partir de 1865, il étudie au Royal College of Chemistry à Londres (actuellement département de chimie de l'Imperial College). À l'âge de 18 ans, Edward Frankland le sélectionne comme assistant pour concevoir des méthodes de détermination des impuretés organiques présentes dans l'eau. En 1869, il obtient son doctorat pour ses travaux sur les "acides du soufre". En 1879, il reçoit un poste au City and Guilds of London Institute (actuellement Imperial College). À l'âge de 36 ans en 1884, il devient professeur de chimie dans une autre institution à l'origine de l'Imperial College, the Central Institution.
En 1881, Henry Armstrong commence la synthèse systématique, l'étude de la structure et de la dégradation, de nombreux dérivés du naphtalène, en se fondant sur les travaux précédents à propos des dérivés du benzène et sur la proposition de structure du naphtalène faite par Erlenmeyer. Henry Armstrong et son principal collaborateur W. P. Wynne accumulent une collection de 263 échantillons de naphtalènes qui est actuellement conservée à l'Imperial College sous le nom de Armstrong-Wynne Collection. Ce travail donne un grand élan à l'industrie des teintures. Par la suite ses recherches s'orientent vers les terpènes, en particulier le camphre, vers la purification de l'eau, aidant ainsi à éradiquer la fièvre typhoïde; ainsi que vers la cristallographie.
En 1887, Armstrong commence à s'intéresser à la classification des substitutions du benzène selon leurs influences sur les orientations méta-, ortho- ou para-. C'est dans une annotation sur un article traitant de ce thème en 1890, que sa formule du benzène apparut pour la première fois.
Il reçoit la médaille Davy en 1911.

## Sources
- (en) Cet article est partiellement ou en totalité issu de l’article de Wikipédia en anglais intitulé « Henry Edward Armstrong » (voir la liste des auteurs).